# Park Street (Calcutta)
Park Street (officiellement renommée Mother Teresa Sarani), est une rue importante et très fréquentée de la partie méridionale de la ville de Kolkata (Calcutta), en Inde. Descendant de Chowringhee Rd vers le sud la rue compte un nombre important de restaurants, hôtels et magasins de luxe. C’est le haut lieu des réveillons animés de Noël et Nouvel An, à Kolkata.

## Histoire
Appelée ‘Burial Ground road’ au XVIIIe siècle car passage obligé de tous les convois funèbres se dirigeant vers l’un ou l’autre des quatre cimetières qui s’y trouvaient (dont seul a survécu le ‘Part street cemetery’) elle fut plus tard renommée ‘Park street’ car elle traversait le parc de Sir Elijah Impey, juge principal de la Cour suprême de Calcutta (1773 à 1789) 
Durant l’ère britannique en Inde ‘Park street’ et la zone environnante fut le haut lieu des établissements récréatifs de Calcutta. Durant les années 1970 et 1980 elle continue à être la zone quasi exclusive du ‘night life’ à Calcutta : hôtels, night clubs (y compris un ‘Moulin rouge’), restaurants de haut standing, magasins de luxe, etc. Ce n’est qu’au début du XXIe siècle que d’autres quartiers de la ville développent l’infrastructure nécessaire pour attirer une clientèle de classe fortunée.  
Le 24 octobre 1984 fut inauguré le premier tronçon (Esplanade-Bhowanipur) de la ligne 1 du métro de Calcutta. La station (souterraine) se trouvant au croisement de Chowringhee et Park Street porte le nom de ‘Park Street’. 
La rue fut rebaptisée ‘Mother Teresa Sarani’ en 2004 et un buste de la sainte de Calcutta fut installé à l’angle de Park Str. et Camac Str. Pour beaucoup cependant la célèbre avenue de Calcutta reste tout simplement ‘Park street’. 
Park Street est particulièrement animé durant la période des festivités de fins d’année culminant avec les réveillons de Noël et de Nouvel An. Les mouvements de foules y sont tels, surtout aux environs d‘Allen Park’, que la rue est interdite à la circulation automobile.  

## Description
'Park street' prend son origine dans Chowringhee road et descend vers le sud sur une distance de 1.6km pour aboutir à Park Circus, un rond-point à sept branches. Une section plus récente appelée ‘New Park street’ continue au-delà du rond-point, la prolongeant pour la relier à l’Eastern Metropolitan Bypass'. Plusieurs rues résidentielles ou commerçantes importantes partent de Park street sur son côté occidental (Russell Str., Middleton Row, Camac Str., Loudon Str., Rowdon Str.) ou la traversent (Rafi Ahmed Kidwai Rd, Acharya Jagadish Chandra Bose Rd [Mullickbazar crossing]))

## Bâtiments et institutions historiques
- La Société asiatique (1 Park Str.) fut fondée en 1784.
- Le ‘Bengal club' (1/1 Russell str.) fut fondé en 1827.
- le Collège Saint-Xavier (30 Park Str.) fut fondé en 1860.
- les immeubles à appartements de luxe ‘Queen’s Mansion’ (12 Park Str.) et ‘Park Mansion’ (57A Park Str.) – ce dernier construit par David Ezra – sont des bâtiments classés au patrimoine de la ville.
- Le restaurant ‘Moulin rouge’ (31 Park Str.) fut ouvert en 1925.
- Le ’Park Hôtel’ (17 Park Str.), fut ouvert en 1967.
- Loreto House et l’église Saint-Thomas (Middleton Row), datent de 1842.
- Le’Botanical Survey of India’ (Park Str.) fut fondé en 1890.
- Le cimetière (52 Park Str.) fut ouvert en 1767 et fermé en 1830. Il est classé au patrimoine national.